# 에드워드 호퍼 (영화)
《에드워드 호퍼》(영어: Hopper: An American Love Story)는 2022년 프랑스에서 개봉한 영국의 다큐멘터리 영화이다.

## 참고 사항
- 수입사:  드림팩트엔터테인먼트
- 제공사:  빅브라더스